# Birmânia nos Jogos Olímpicos de Verão de 1972
A Birmânia  (atual Myanmar) participou dos Jogos Olímpicos de Verão de 1972 em Munique, na Alemanha. Nesta participação, o país não conquistou nenhuma medalha.